# Krasznahorkay Attila
Krasznahorkay János Attila (Bakonszeg, 1954. január 1. –) magyar fizikus, egyetemi tanár. A fizikai tudományok kandidátusa (1981). A Magyar Tudományos Akadémia doktora (2001).

## Életpályája
1973–1978 között a Kossuth Lajos Tudományegyetem Természettudományi Karának hallgatója volt. 1975–1978 között a Kossuth Lajos Tudományegyetemen kutatómunkát végzett. 1978-tól az Eötvös Loránd Fizikai Társulat tagja. 1978–1980 között a Magyar Tudományos Akadémia Atommagkutató Intézetében tudományos ösztöndíjasa volt. 1980–1989 között az Atommagkutató Intézet (ATOMKI) tudományos munkatársa volt. 1990–1991 között posztdoktori állása volt Kernfysich Versneller Instituutnél (KVI). 1992–1994 között az ATOMKI vezető tudományos munkatársa volt. 1993-ban alapító tagja volt a Debreceni Egyetem Doktori Iskolájának. 1994 óta a Magyar Tudományos Akadémia Magfizikai Bizottságának tagja. 1994–2008 között az ATOMKI Kísérleti Atomfizikai Szekció vezetője volt. 1996-ban DAAD kutató ösztöndíjas volt 3 hónapig a müncheni egyetem fizika szekciójában. 1996–1999 között az Eötvös Loránd Fizikai Társulat Atomfizikai Szakosztályának titkára volt. 1998–1999 között 8 hónapig kutató professzor volt Oszakában. 2000–2001 között meghívott kutató volt Groningenben a KVI-nél. 2001-től az ATOMKI tudományos tanácsának tagja. 2004–2010 között a Magyar Tudományos Akadémia közgyűlési képviselője volt. 2005-től címetes egyetemi tanár a Szegedi Tudományegyetemen. 2007–2011 között a Eötvös Loránd Fizikai Társulat regionális elnökségének elnöke volt. 2008-tól az ATOMKI Nukleáris Fizikai Osztályának vezetője. 2011–2017 között az Eötvös Loránd Fizikai Társulat főtitkárhelyettese volt. 2012–2018 között a Magyar Tudományos Akadémia Nukleáris Fizikai Bizottságának elnöke volt. 2017 óta az Európai Akadémia tagja.
Több mint 80 tudományos dolgozat szerzője.

## Családja
Szülei: Krasznahorkay János és Pelbárt Ilona. 1978-ban házasságot kötött Kripkó Máriával. Két gyermekük született: Ilona (1979) és Attila (1981).

## Díjai
- Akadémiai Ifjúsági Díj (1989)
- Szalay Sándor-díj (1993)
- Selényi Pál-díj (1995)[4]
- Az MTA Fizikai Osztályának díja (2007)
- Az év embere díj (Debrecen Város) (2019)
- Debrecen Város Hatvani-díja (2020)[5]
- A Magyar Érdemrend tisztikeresztje (2024)